# Laguna de Las Canteras y El Tejón
Laguna de Las Canteras y El Tejón este o arie protejată (arie specială de conservare — SAC, sit de importanță comunitară — SCI, arie de protecție specială avifaunistică — SPA) din Spania întinsă pe o suprafață de 194,47 ha, integral pe uscat.

## Localizare
Centrul sitului Laguna de Las Canteras y El Tejón este situat la coordonatele 36°34′52″N 6°04′18″W / 36.581°N 6.0718°V.

## Înființare
Situl Laguna de Las Canteras y El Tejón a fost declarat sit de importanță comunitară în aprilie 1999 pentru a proteja 67 de specii de animale. Alte tipuri de protecție:
- arie de protecție specială avifaunistică (în octombrie 2002)[4]
- arie specială de conservare (în ianuarie 2017)[3][5][6]

## Biodiversitate
Situată în ecoregiunea mediteraneană, aria protejată conține 5 habitate naturale: Pseudostepă cu ierburi și specii anuale de Thero-Brachypodietea, Păduri de Olea și Ceratonia, Tufărișuri termo-mediteraneene și de pre-deșert, Dehesas cu Quercus spp. perene, Iazuri temporare mediteraneene.
La baza desemnării sitului se află mai multe specii protejate:
- păsări (66): rață sulițar (Anas acuta), rață pitică (Anas crecca), rață mare (Anas platyrhynchos), gâscă cenușie (Anser anser), Aquila adalberti, egretă mare (Ardea alba), stârc cenușiu (Ardea cinerea), stârc roșu (Ardea purpurea), stârc galben (Ardeola ralloides), rață-cu-cap-castaniu (Aythya ferina), rața moțată (Aythya fuligula), rață roșie (Aythya nyroca), Bubulcus ibis, pasărea ogorului (Burhinus oedicnemus), Calidris alba, fugaci de țărm (Calidris alpina), fugaci mic (Calidris minuta), bătăuș (Calidris pugnax), prundăraș de sărătură (Charadrius alexandrinus),  prundaș gulerat mic (Charadrius dubius), prundaș gulerat mare (Charadrius hiaticula), chirichița cu obraz alb (Chlidonias hybrida), chirighiță neagră (Chlidonias niger), barză albă (Ciconia ciconia), barză neagră (Ciconia nigra), erete de stuf (Circus aeruginosus), egretă mică (Egretta garzetta), lișiță (Fulica atra), Fulica cristata, becațină comună (Gallinago gallinago), găinușă de baltă (Gallinula chloropus), pescăriță râzătoare (Gelochelidon nilotica), ciovlica roșcată (Glareola pratincola), piciorong (Himantopus himantopus), stârc pitic (Ixobrychus minutus), pescăruș negricios (Larus fuscus), Larus michahellis, pescăruș râzător (Larus ridibundus), sitar de mâl (Limosa limosa), rață fluierătoare (Mareca penelope), rață pestriță (Mareca strepera), Marmaronetta angustirostris, rață cu ciuf (Netta rufina), Oxyura leucocephala, vultur pescar (Pandion haliaetus), cormoran mare (Phalacrocorax carbo carbo), Phoenicopterus ruber, lopătar (Platalea leucorodia), țigănuș (Plegadis falcinellus), ploier auriu (Pluvialis apricaria), ploier argintiu (Pluvialis squatarola), corcodel mare (Podiceps cristatus), corcodel-cu-gât-negru (Podiceps nigricollis), Porphyrio porphyrio porphyrio, cristei de baltă (Rallus aquaticus), ciocântors (Recurvirostra avosetta), Spatula clypeata, rață cârâitoare (Spatula querquedula), chiră mică (Sternula albifrons), corcodel mic (Tachybaptus ruficollis), călifar alb (Tadorna tadorna), chiră de mare (Thalasseus sandvicensis), fluierar de mlaștină (Tringa glareola), fluierarul de zăvoi (Tringa ochropus), fluierarul cu picioare roșii (Tringa totanus), nagâț (Vanellus vanellus)
- mamifere (1): vidră de râu (Lutra lutra)

Pe lângă speciile protejate, pe teritoriul sitului au mai fost identificate 1 specie de plante, 2 specii de păsări, 7 specii de amfibieni, 1 specie de mamifere, 7 specii de reptile.